# Jean-Luc Sadourny
Jean-Luc Sadourny (Toulouse, 26 de agosto de 1966) es un exrugbista y empresario francés, que se desempeñaba como fullback. Fue internacional con Les Bleus de 1991 a 2001.

## Carrera
Desarrolló toda su carrera en el Colomiers Rugby, debutando en 1985, se convirtió en profesional en 1995 con la era abierta y se retiró en 2003. Ganó la European Challenge Cup 1997-98, el máximo título en la historia del club.
También jugó dos partidos con los Barbarians franceses en 2000. El primero en mayo fue capitán ante Gales y triunfaron, el segundo lo perdieron contra los All Blacks XV en noviembre.

### Entrenador
Tras su retiro asumió como entrenador del Colomiers Rugby. En 2007 se unió por una temporada al Blagnac Sporting Club Rugby y su último equipo fue el Stade Saint-Gaudinois por dos temporadas.
En 2010 inauguró el «Sadourny Café» en Colomiers y se retiró para dedicarse a su cafetería. Posteriormente abrió un restaurante.

## Selección nacional
Daniel Dubroca lo seleccionó a Les Bleus para las pruebas de preparación 1991 y debutó ante los Dragones rojos. Entonces Francia buscaba un fullback suplente.
Pierre Berbizier lo hizo titular con el retiro del legendario Serge Blanco, participó de la memorable gira a Nueva Zelanda 1994 donde ganaron la serie contra los All Blacks; la única en la historia y marcó el «try del fin del mundo». Además ganó la Copa Latina 1995 y 1997.
El técnico Jean-Claude Skrela le quitó su puesto en 1998, prefiriendo en su lugar al joven Xavier Garbajosa y a Ugo Mola, y lo excluyó del mundial de Gales 1999. No obstante, fue campeón del Torneo de las Cinco Naciones 1997 y 1998.
Bernard Laporte lo volvió a convocar para el Torneo de las Seis Naciones 2001, como suplente de Nicolas Brusque. En total jugó 71 pruebas y anotó 15 tries.

### Participaciones en Copas del Mundo
Dubroca lo seleccionó para Inglaterra 1991 como suplente de la leyenda Serge Blanco. Solo jugó ante los Canucks.
| Mundial                       | Sede       | Resultado        | PJ | Tries |
| ----------------------------- | ---------- | ---------------- | -- | ----- |
| Copa Mundial de Rugby de 1991 | Inglaterra | Cuartos de final | 1  | 0     |
| Copa Mundial de Rugby de 1995 | Sudáfrica  | Tercer puesto    | 5  | 0     |

Berbizier lo llevó a Sudáfrica 1995 como titular, formando la línea del fondo junto a Émile Ntamack y el capitán Philippe Saint-André.